# Forca (estructura)

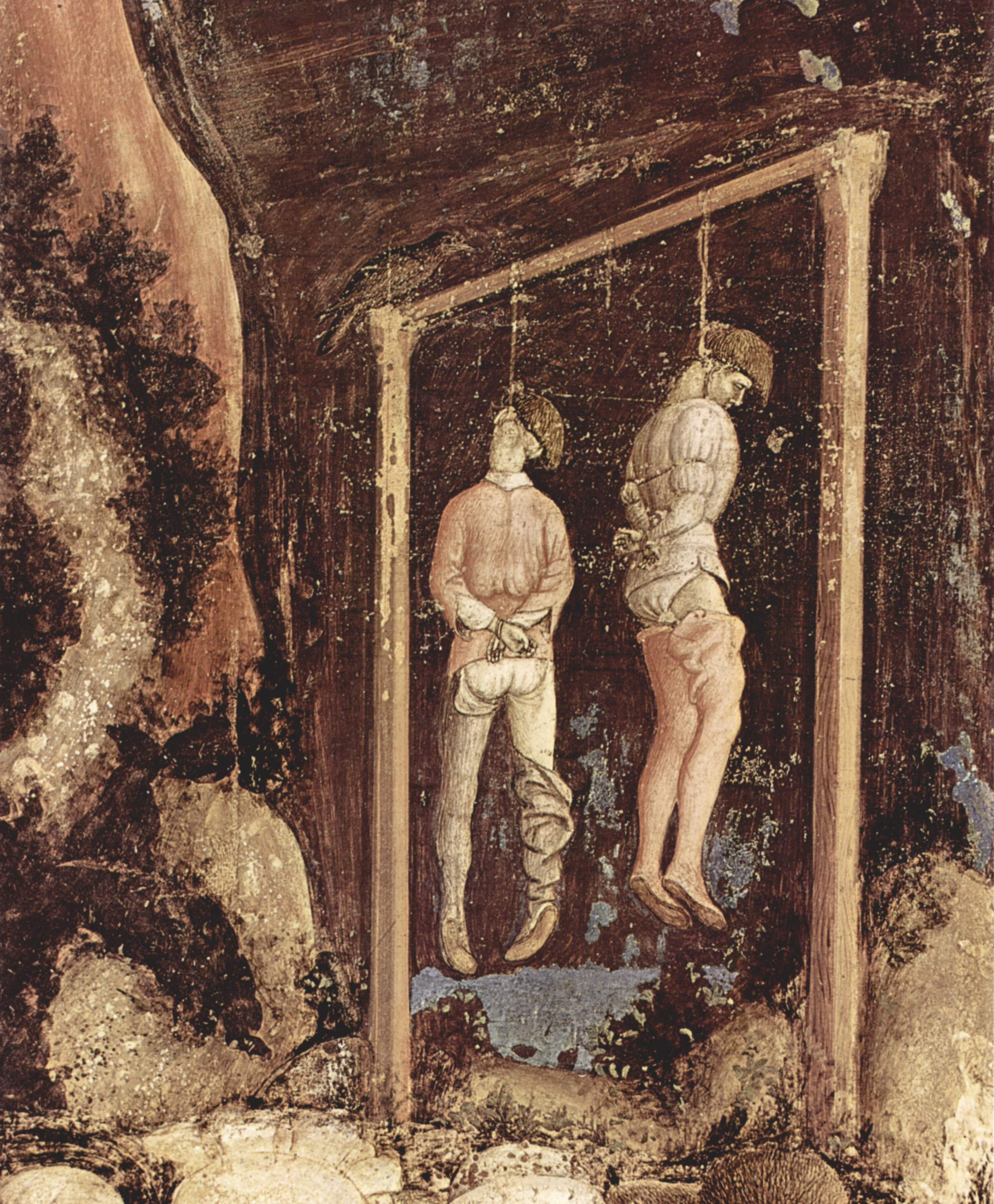
Detall d'una pintura de Pisanello representant una forca

La forca (del llatí: forca, forca del camperol) és un instrument consistent en un conjunt de tres pals, dos pilars clavats a terra i una biga travada amb els dos pilars, que s'utilitzava per penjar fins a la mort els condemnats o ajusticiats. Per extensió, també s'anomena forca el mètode d'execució, homicidi o suïcidi, que consisteix a penjar algú després de posar-li un llaç al coll (vegeu execució a la forca). També es denomina forca aquell pal que, travessat amb un altre, servia per a subjectar pel coll el condemnat i així passejar-lo, com a escarment, pels carrers.

## La forca com a instrument d'execució

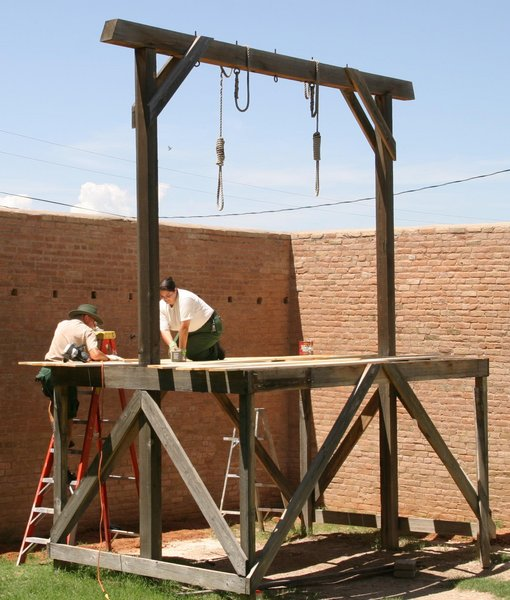
Cadafalc amb forca

La forca pot provocar el trencament del coll. La forca amb plataforma deixa la persona inconscient i sense respiració, produint una mort ràpida. El mecanisme principal causant de la mort, però, és la isquèmia que es produeix a nivell de l'escorça cerebral. La corda, situada al voltant del coll, exerceix una pressió que col·lapsa els vasos del coll, tant les venes jugulars, com les caròtides. De fet, s'han descrit casos de penjats traqueotomitzats.
La forca segueix usant-se com a mètode d'execució legal en alguns països de l'Àsia, com l'Iran, Singapur o el Japó. Als Estats Units, hi ha estats que regulen la possibilitat de l'execució a la forca, però generalment s'hi empra la injecció letal.